# Serekht
Il serekht è una cornice rettangolare nella quale è inserito un simbolo usato nell'antico Egitto del periodo protodinastico per indicare il sovrano.

Si compone di una rappresentazione che viene di norma interpretata come una fortezza o mura di una città, denominata facciata di palazzo, sottostante i simboli geroglifici che formano il nome ufficiale del re.

Al di sopra, di norma, si trova il falco che rappresenta Horo, simbolo della reincarnazione del sovrano. Il nome scritto nel serekht è infatti detto nome Horo, il più antico della titolatura reale.
Il significato apotropaico indicava nel sovrano "Colui che è nella casa del dio Horus" ossia il re era il dio stesso che viveva nella propria casa.
Il serekht rimane in uso fino al termine della civiltà egizia come uno dei Grandi Nomi ma a partire dalla III dinastia perse la caratteristica di identificare il sovrano quando questa funzione fu assunta dai nomi scritti nel cartiglio, che veniva usato come segno di protezione.

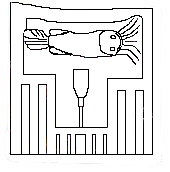
Serekht di Narmer (particolare dalla tavoletta omonima)
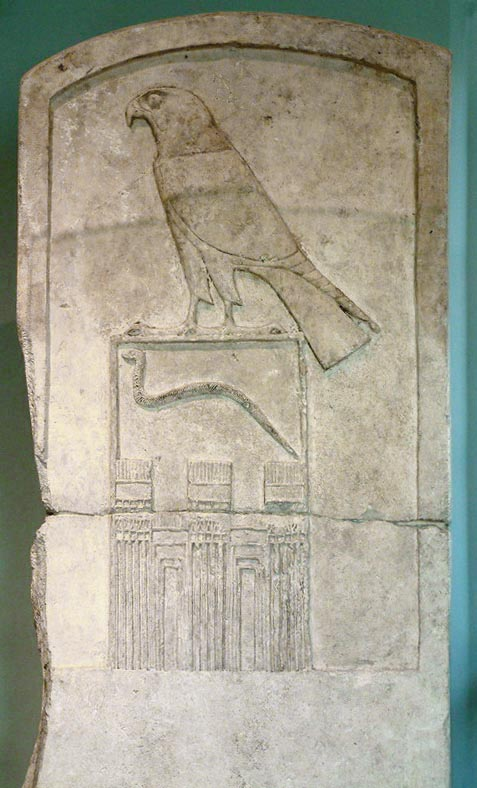
Foto del serekht di Horo Djer (conservato al Louvre di Parigi)
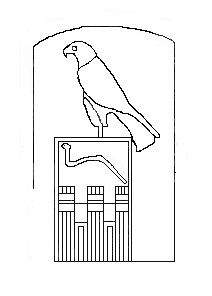
Disegno del serekht di Horo Djer
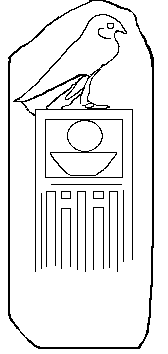
Serekht di Horo Reneb